# Наср-1
Наср-1 — серийная иранская крылатая ПКР, с АРГСН мм диапазона и, баллистической траекторией полета.Первые упоминания относятся к 2006 году, впервые показана на параде в 2008 массовый выпуск начат с 2010 года. ПКР предназначается для размещения на кораблях и подлодках ВМС, самолетах и БПРК.

## Характеристики
- Масса 350 кг
- Длина 3,5м
- БЧ 150 кг
- Двигатель РДТТ
- Дальность 35 км
- Скорость M=0,9
- Назначенный срок службы 10 лет